# 氾濫 (伊藤整の小説)
『氾濫』は、伊藤整の長編小説である。1956年～1958年にかけて『新潮』に連載、58年10月に新潮社より単行本として刊行。のち、新潮文庫でも刊行された。

## あらすじ
主人公・真田佐平は、戦前から三立化学という小さなメーカーに勤務しながら長く研究データの蓄積に励み、1948年についにサンダイトという高分子化合物を発明し、1955年ころには接着剤における世界的権威となり、また三立化学の重役のポストを手にしていた。ところが、つましい技師の生活に慣れ切っていた真田は、自らを取り囲む新たな生活、ことに妻の文子とたか子の贅沢な暮らしぶりに安楽を見出せない。研究に協力してくれた旧知の仲の官立大学教授・久我象吉との関係も、博士論文と大学院講師のポストをめぐり、微妙なものになりつつある。そんななか、空襲のなか出会い、妻子が疎開するなか、しばらく同棲していた西山幸子が未亡人となって現れる。西山幸子に徐々に惹かれていく真田。いっぽうの久我の側でも、ヒステリーの妻の影響もあり、酒場のマダムである愛人のたみ子との関係に徐々に亀裂が生じていた。そんななかで、私立大学の助手として薄給に甘んじる種村恭助は、上司の羽根木教授を通して真田佐平に紹介された──

## 人物
- 真田佐平　主人公。三立化学の取締役にして高分子学の世界的権威。長い下積みののち、サンダイトを発明したが、そののちの栄光の生活に順応できず、不安な日々を過ごしている。
- 久我象吉　主人公の旧友。官立大学教授。明治の財政家・上田敬一の血をひく官立大学教授で、ドイツでの海外経験もある。真田の研究を真っ先に認め、のちには真田の博士論文の審査をめぐり、官立大の沼田博士の研究を三立化学に押し付けるという取引を行おうとする。
- 真田文子　主人公の妻。芽の出ない佐平を支えるが、彼の成功により生活を豪奢にしていく。華道を習い、また娘のピアノ教師の板崎に誘惑され、関係する。
- 真田たか子　主人公の娘。女子大学に通い、派手な生活には順応している。
- 西山幸子　戦争末期の一時期、主人公と同棲していた女性。放埓な夫がよその男につくらせた息子を連れ、佐平の前に未亡人として現れる。逢引きを繰り返し、幾度か彼と関係するが、のちに拒むようになる。
- 種村恭助　私立大学助手。生まれは貧しく、現在も薄給で食いつないでいる。優秀な研究者であり、真田佐平に紹介されたのち、研究実績を上げていく。一方で性的な欲求も強く、京子をとおしてたか子に急接近をみせる。
- 種村京子　恭助の従妹。たか子と同じ女子大学に通うが、恭助のペッティングの相手でもある。
- たみ子　銀座のバア「アカネ」のマダムで、久我の愛人。久我には別れ話を切り出されている。
- 圭子　銀座のバア「マデイラ」のマダムで、元華族。たみ子に世話されてマダムとなり、象吉に接近する。
- 板崎幹雄　たか子のピアノ教師。音楽大学のピアノ科の助教授で、流行歌手と離婚している。文子を誘惑し、また金を借り、関係する。
- 瀬山玄花　文子の華道の師範。好男子で、中産階級の主婦たちに生け花を教える。

## 評価
平野謙は、この小説の「激情ともいうべき自己告白のモチーフ」を指摘する。また、渡部昇一はこの小説を愛読し、真田佐平の用いた、情報整理のためのカード式分類法を推奨している。

## 映画
本作は1959年に映画化された。

### 出演者
- 真田佐平：佐分利信
- 真田文子：沢村貞子
- 真田たか子：若尾文子
- 種村恭助：川崎敬三
- 沢井京子：叶順子
- 西山幸子：左幸子
- 久我象吉：中村伸郎
- 久我保子：倉田マユミ
- 三田京太郎：潮万太郎
- 三田令子：金田一敦子
- 犬飼：高村栄一
- 安東：春本富士夫
- 瀬山玄花：伊藤雄之助
- 板崎：船越英二
- 恵美子：三宅川和子
- 圭子：八潮悠子
- 吉村：多々良純
- 松山梢：新宮信子
- 羽根木教授：伊東光一
- 沼田教授：河原侃二
- 木瀬教授：星ひかる
- 荒田助手：三角八郎
- 杉下夫人：町田博子
- 千葉夫人：穂高のり子
- 宇野夫人：村田扶実子
- 鶴岡夫人：竹里光子
- 邦子：目黒幸子
- 久子：半谷光子
- 芳江：原真理子
- たか子の同級生Ａ：田中三津子
- たか子の同級生Ｂ：新宮信子

### スタッフ
- 監督：増村保造
- 企画：藤井浩明
- 脚色：白坂依志夫
- 撮影：村井博
- 照明：米山勇
- 録音：渡辺利一
- 美術：渡辺竹三郎
- 音楽：塚原晢夫

## テレビドラマ
本作を原作としたテレビドラマが、1961年と1974年の2度にわたり放映された。

### 1961年版
1961年3月1日から同年6月2日まで、TBS系列の毎週水曜日22:00 - 22:30（JST）の枠「フジサワドラマシリーズ」で放映。全17話。

#### キャスト
- 真田佐平：佐分利信[5]
- 真田文子：丹阿弥谷津子[5]
- 真田たか子：岩崎加根子[5]
- 西山幸子：加藤治子[5]
- 種村恭助：南原宏治[5]
- 山本イサ子
- 武内亨
- 大坪日出代
- 長内美那子
他

#### スタッフ
- 原作：伊藤整
- 脚本：矢代静一[5] 他
- 演出：中川晴之助[5] 他

### 1974年版
1974年3月11日から同年4月29日まで、NETテレビ（現・テレビ朝日）の毎週月曜日22:00 - 22:55（JST）の枠「ポーラ名作劇場」で放映。全8話。

#### キャスト
- 真田佐平：小林桂樹
- 種村恭助：近藤正臣
- 久我象吉：仲谷昇
- 種村京子：小鹿ミキ
- 真田文子：市原悦子
- 真田たか子：角ゆり子
- 西山幸子：水野久美
- 洋子：伊佐山ひろ子 ※恭助がかつて同棲していたバーの女。
- 恭助の叔父：日野道夫
- 板崎幹雄：岸田森
- 瀬山玄花：佐藤英夫

#### スタッフ
- 原作：伊藤整
- 脚本：新藤兼人
- 演出：白崎英介[6] 他